# Duduca & Dalvan
Duduca & Dalvan é uma dupla de música sertaneja/romântica que teve início em 1977, sendo conhecidos como "Os Leões da Música Sertaneja".
A dupla fez sucesso com o diferencial de abordarem temáticas sociais em suas letras, destacando-se nesse sentido canções como Espinheira e Massa Falida, em 1986.
Desde 2005 na segunda formação, a dupla já vendeu mais de sete milhões de discos.

## Carreira

### Formação original
A formação original consistia em José Trindade (Anápolis, 4 de julho de 1936 – Mogi Guaçu, 17 de fevereiro de 1986) como Duduca e João Gomes de Almeida (Planaltina do Paraná, 9 de outubro de 1951) como Dalvan. 
Duduca já tinha experiência como músico e compositor no início da década de 1960, tendo participado da dupla Duduca & Saulinho. Dalvan, desde os tempos que havia prestado o serviço militar em Brasília, já tocava vários instrumentos e tinha experiência como compositor, mas aos 20 anos iniciou carreira como policial militar, que durou três anos.
Em 1975, Duduca começou a trabalhar com roteiros e composições de trilhas para cinema, e os dois se conheceram ao atuarem no filme Entre o Céu e O Inferno da Camanducaia, em 1977. Nas pausas entre as gravações cantavam e tocavam violão, iniciando a amizade. Logo começaram a ensaiar, e ganharam o apoio do compositor Lourival dos Santos.
A dupla fez muito sucesso nas rádios AM do Brasil na década de 1980. Suas canções mais famosas foram valorizadas no contexto das Diretas Já, caindo no gosto de movimentos sociais como a Pastoral da Terra.
Lula usou a canção Massa Falida na campanha para deputado constituinte, em 1986, e foi eleito com 650 mil votos, recorde na época. Quando deixou a cela da Polícia Federal, em Curitiba, Lula também citou Massa Falida no primeiro discurso fora da prisão.
Pouco após o lançamento de Massa Falida, Duduca morreu de infarto, em 1986. Com o falecimento de Duduca, Dalvan seguiu carreira solo por diversos gêneros musicais, indo do rock ao gospel, e gravou alguns discos.

### Novas formações
Em 2004, Dalvan fez uma parceria com o cantor Donizetti, Dalvan & Donizetti. Dessa nova dupla apenas um disco foi lançado e não emplacou.
Tempos depois a dupla Duduca & Dalvan voltou à atividade, mas tendo o ex-radialista paranaense Almir Coelho da Silva como o novo Duduca, no lugar de José Trindade.
Em 2005, inicia a parceria com Ivan de Almeida Ferreira, sobrinho do Duduca original. 
Em 2007 gravam no Centro Cultural de Ibiúna o DVD Os Maiores Sucessos de Duduca e Dalvan, tendo como convidados Gian & Giovanni na canção Amigos, Teodoro & Sampaio em Tô Que Nem um Canhão, e Davi McClean na canção Vim Pra Dizer Adeus.
Em 2018, lançam o DVD Regresso gravado em Goiânia, com participações especiais de Rio Negro & Solimões, Bruno & Marrone, Gusttavo Lima, Di Paulo e Paulino, Trio Parada Dura e Naiara Azevedo.

## Discografia

### Primeira formação
- 1978 - Pirâmide Do Amor
- 1979 - Quem Sou Eu
- 1980 - Mulher Maravilha
- 1980 - Duduca & Dalvan Vol.04
- 1981 - Rainha Do Mundo
- 1982 - Super Homem
- 1983 - Duduca & Dalvan
- 1983 - Anistia De Amor
- 1984 - Espinheira
- 1986 - Massa Falida